# Lenore Kasdorf
Lenore Kasdorf (Nueva York, 23 de julio de 1948) es una actriz de cine y televisión estadounidense. Kasdorf nació en la ciudad de Nueva York. Es conocida por su papel como la seductora y promiscua enfermera Rita Stapleton Bauer, a quien interpretó de 1975 a 1981 en la telenovela Guiding Light, y por su actuación como la señora Rico en Starship Troopers.
Desde entonces ha aparecido en los telenovelas Santa Barbara y Days of Our Lives, así como en varias películas. Coprotagonizó con Chuck Norris en 1984 la película Missing in Action. También tuvo un papel recurrente en la década de 1990 en la serie Coach. Otros créditos en televisión incluyen papeles de estrella invitada en The A-Team, Knight Rider, Murder She Wrote, Barnaby Jones, 21 Jump Street, The Six Million Dollar Man, NYPD Blue, Beverly Hills, 90210, Magnum PI, Star Trek: The Next Generation y Babylon 5. Su última aparición fue en la película de 2004 Cellular.

## Filmografía parcial
- Where Does It Hurt? (1972)
- Fly Me (1973) - Andrea
- Missing in Action (1984) - Ann Fitzgerald
- L.A. Bounty (1989) - Kelly Rhodes
- Kid (1990) - Alice
- Nervous Ticks (1992) - Katie
- Starship Troopers (1997) - Señora Rico
- Cellular (2004) - Ticket Checker